# První soukromé jazykové gymnázium v Hradci Králové
První soukromé jazykové gymnázium v Hradci Králové (známo též jako PSJG, 1. SJG) je královéhradecké gymnázium. Sídlí v Hradci Králové na Slezském Předměstí.

## Výuka jazyků
Ve škole je hlavním povinným jazykem angličtina, druhým povinným jazykem může být němčina, španělština, francouzština, čínština nebo ruština. Mezi nepovinné jazyky pak patří ještě italština, japonština, arabština, čínština, latina nebo znakový jazyk.